# Remo Schulze
Remo Schulze (* 1. Mai 1988 in Wernigerode) ist ein deutscher Schauspieler.

## Leben und Karriere
Remo Schulze stammt aus dem Harz. Er wuchs in Berlin-Rahnsdorf auf und besuchte das Carl-Bechstein-Gymnasium in Erkner, wo er im Jahr 2007 sein Abitur ablegte.
Seinen ersten Fernsehauftritt hatte Remo Schulze 2003 in einer Gastrolle in der Kinderserie Schloss Einstein. Ohne Schauspielausbildung erhielt er bei einem Casting seine erste Hauptrolle in einer Fernsehserie. Durch die Jugendserie Endlich Samstag!, in der Schulze Vincent („Vinnie“), den Manager einer Jugendband in Bamberg, verkörperte, wurde er auch überregional bekannt. Die 2006/2007 im Ersten ausgestrahlte Serie war so erfolgreich, dass sie fortgesetzt wurde.
Neben dieser Rolle spielte er auch in der Fernsehserie In aller Freundschaft (2007, als Schüler Enrico, dem der tägliche Besuch im Fitnessstudio wichtiger ist als ein guter Schulabschluss) und 2008 im Fernsehfilm Alles was recht ist. Im Polizeiruf 110: Taximord (Erstausstrahlung: September 2008) verkörperte er Erik Schumann, einen jungen Mann aus gutem Hause, der unter Tatverdacht gerät. Seine erste Hauptrolle spielte er in der ARD-Märchenverfilmung Tischlein deck dich, die innerhalb der Fernsehreihe Sechs auf einen Streich im Weihnachtsprogramm 2008 der ARD ausgestrahlt wurde. In dem Märchen stellte er den jungen Max Klopstock dar, den Protagonisten, der sein Heimatdorf verlässt, um ein Handwerk zu erlernen.
Außerdem spielte er in der Fernsehserie Hallo Robbie! (Folge 57) sowie in mehreren Werbespots mit. Ebenso war er im September 2009 in einer Nebenrolle in der RTL-Serie Doctor’s Diary zu sehen (Staffel 2, Folge 4, als schwuler Kumpel Ole). 2010 spielte er bei Schloss Einstein von Folge 605 bis 619 den Freund von Layla, den Therapeuten Lars Friederich.
In dem Coming-of-Age-Film Unkraut im Paradies (2010) hatte Schulze die männliche Hauptrolle. Er war Lukas, ein auf seine Freunde, Klamotten und das Tanzen fixierter junger Mann, der dem Druck, erwachsen zu werden, nicht standhält. 2010 spielte er außerdem die Nebenrolle Phil in dem Kinofilm Rock It!, ein Musikfilm für Jugendliche, und drehte eine Staffel bei Dasbloghaus.tv. In der ZDF-Krimireihe Bella Block hatte er in dem Film Das schwarze Zimmer (Erstausstrahlung: November 2010) eine Nebenrolle als junger Bo Andersson, der davon überzeugt ist, dass sein Vater seine Mutter getötet hat.
Vom 23. Juni 2011 (Folge 3867) bis zum 30. Mai 2013 (Folge 4291) verkörperte er die Rolle des Timo Mendes in der ARD-Soap Verbotene Liebe. Bei Verbotene Liebe stieg er aus, da er Vater wurde, und sich verstärkt seinem Kind widmen wollte.
In der ARD-Fernsehreihe Reiff für die Insel hatte er von 2012 bis 2015 eine durchgehende Rolle als Fischer Finn Feddersen; er war der Freund der Tochter der weiblichen Hauptfigur, der Rechtsanwältin Katharina Reiff (Tanja Wedhorn). Eine durchgehende Serienhauptrolle hatte er 2014–2016 als Junganwalt Marius Greiner in der Vorabendserie Ein Fall von Liebe (mit Francis Fulton-Smith als Partner).
In der Traumschiff-Folge Los Angeles, die im Januar 2018 erstausgestrahlt wurde, verkörperte Schulze, an der Seite von Lena Stolze als Pflegemutter, den in einem SOS-Kinderdorf aufgewachsenen Nico, dessen Berufswunsch es ist, Stuntman zu werden, und der von Kapitän Burger (Sascha Hehn) ermutigt wird, seinen Weg zu gehen. In der ZDFneo-Miniserie Nix Festes, die im Februar/März 2018 ausgestrahlt wurde, spielte Remo Schulze eine Gastrolle als Rick; er war der neue Lover der Serienhauptfigur Basti (Tim Kalkhof), der sich auch für Bastis WG-Mitbewohner Jonas (Sebastian Fräsdorf) interessiert. In dem Rosamunde-Pilcher-Film Raus in den Sturm, der im September 2019 im Rahmen der ZDF-„Herzkino“-Reihe erstausgestrahlt wurde, verkörperte Schulze den charmanten Beach-Boy und Surfer Caine. In der 24. Staffel der Krankenhausserie In aller Freundschaft (2021) übernahm Schulze eine der Episodenhauptrollen als Fitnessstudio-Inhaber Laszlo Fellenberg, der unter starkem psychischen Druck steht, weil seine Freundin unbedingt von ihm schwanger werden will.
Im Oktober 2021 verkörperte Schulze den Charakter Bartholomeus van Robbemond in der Attraktion Piraten in Batavia im Europa-Park in Rust.
Schulze, der mehrere Musikinstrumente beherrscht, lebt in Berlin.

## Filmografie (Auswahl)

### Fernsehserien
- 2003: Schloss Einstein
- 2006–2007: Endlich Samstag!
- 2007: In aller Freundschaft (Gastrolle, eine Folge)
- 2008: Der Alte (Gastrolle, eine Folge)
- 2009: Der Kriminalist (Gastrolle, eine Folge)
- 2009: Doctor’s Diary (Gastrolle, eine Folge)
- 2010: Schloss Einstein
- 2010: Dasbloghaus.tv
- 2011: Der Landarzt
- 2011–2013: Verbotene Liebe
- 2012: Der letzte Bulle (Gastrolle, eine Folge)
- 2014; 2015: Dr. Klein (Gastrolle, zwei Folgen)
- 2014–2016: Ein Fall von Liebe (14 Folgen)
- 2016: Alles was zählt
- 2017: SOKO Wismar – Der letzte Zeuge (Gastrolle, eine Folge)
- 2018: Einstein (Gastrolle, eine Folge)
- 2018: Nix Festes – Die Sache mit Rick (Gastrolle, eine Folge)
- 2021: In aller Freundschaft – Plan B (Gastrolle, eine Folge)
- 2022: SOKO Wismar – Grenzwerte (Gastrolle, eine Folge)
- 2023–2025: Rote Rosen
- 2024: Bettys Diagnose – Dr. Robot (Gastrolle, eine Folge)

### Filme
- 2008: Polizeiruf 110: Taximord (Fernsehreihe)
- 2008: Alles was recht ist (Fernsehreihe)
- 2008: Tischlein deck dich (ARD-Märchenfilmreihe Sechs auf einen Streich)
- 2010: Unkraut im Paradies
- 2010: Rock It!
- 2010: Bella Block: Das schwarze Zimmer (Fernsehreihe)
- 2013: Willkommen im Club
- 2014: Reiff für die Insel – Katharina und die Dänen (Fernsehreihe)
- 2015: Reiff für die Insel – Katharina und der Schäfer (Fernsehreihe)
- 2018: Das Traumschiff – Los Angeles (Fernsehreihe)
- 2019: Rosamunde Pilcher: Raus in den Sturm (Fernsehreihe)
- 2020: Es ist zu deinem Besten
- 2022: Spreewaldkrimi: Tote trauern nicht (Fernsehreihe)